# Neoscinella
Neoscinella is een vliegengeslacht uit de familie van de halmvliegen (Chloropidae).

## Soorten
- N. fuscipalpis (Becker, 1912)
- N. gigas (Sabrosky, 1940)
- N. lugubria (Sabrosky, 1940)